# Paravilla inatra
Paravilla inatra är en tvåvingeart som beskrevs av Hall 1981. Paravilla inatra ingår i släktet Paravilla och familjen svävflugor. Inga underarter finns listade i Catalogue of Life.